# Finseninstituttet
Finseninstituttet (egentlig: Finsens medicinske Lysinstitut) var en selvejende institution på Østerbro i København, oprettet af lægen Niels Finsen i 1896 til fortsættelse af hans forsøg med lysbehandling af hudtuberkulose og anden anvendelse af strålebehandling (Finsen selv døde allerede 1904).
De første bygninger blev rejst i Rosenvænget af arkitekten Gotfred Tvede (1900-01, 1906-08 og hovedbygningen mod Strandboulevarden 1919-21). Senere blev instituttet i samarbejde med Kræftens Bekæmpelse udbygget til et sygehus med speciale i behandling af kræft ved arkitekterne Kay Fisker og C.F. Møller (Radiumstationen opført 1937).
I 1981 blev instituttet sammenlagt med Rigshospitalet, hvortil instituttet blev overført i nye underjordiske bygninger, der blev konstrueret 1985. Siden 1990'erne har Kræftens Bekæmpelses haft hovedsæde i Fisker og Møllers gulstensbygninger, mens de gamle bygninger fra Tvedes hånd er udlejet til Danmarks Designskole.
I 2011 har Langelinieskolen, SPK-afdelingen, haft midlertidig til huse i bygningen. Dette skyldes ombygning af SPKs egne faciliteter på Kastelsvej. Fra april 2012 har Langelinieskolen, efter en rokade, placeret overbygningen dvs. 7., 8., og 9. årgang i bygningen.
55°42′8.95714761158672″N 12°35′16.118717193603516″Ø / 55.7024880965587740889°N 12.58781075477600097656°Ø